# 娛樂增刊號
《娛樂增刊號》（娯楽（バラエティ）増刊号，Variety　増刊号）是東京事變的第三張黑膠唱片，跟《閃光少女》DVD，一起於2007年11月21日發行。總計銷售額723張。初回限定為「30公分唱盤仕樣」。

## 簡介
本張黑膠碟收錄的曲目以單曲《OSCA》和《Killer Tune》為主，此外，還收錄了《東京事變 live tour 2007 Spa & Treatment》巡迴演唱會中，所演唱的新曲「閃光少女」，特別的是「閃光少女」的英譯版本「Put Your Camera Down」也一起被收錄，而這也是閃光少女第一次的音源化。「閃光少女」跟《娛樂》其他歌曲同時完成創作，但林檎認為「私生活」和「閃光少女」一定要先聽「私生活」，才能聽「閃光少女」，因為才會越來越有味。
「娛樂增刊號」於2007年10月19日發布新黑膠唱片與DVD即將發售的訊息，並於11月21日在日本發行本黑膠唱片，台灣則是到了11月27日才發行進口盤。

## 曲目

### SIDE A
1. 閃光少女（閃光少女，Put Your Camera Down）
  - 作詞：椎名林檎　作曲：龜田誠治
  - 收錄於《SPORTS》專輯中
2. OSCA（OSCA，O.S.C.A.）
  - 作詞：浮雲　　　作曲：浮雲
  - 收錄於《娛樂》專輯中
3. 小木偶<（ピノキオ，Pinocchio）
  - 作詞：伊澤一葉　作曲：伊澤一葉
  - 收錄於《深夜節目》專輯中
4. 皮包內容（鞄の中身，Crosswalk）
  - 作詞：椎名林檎　作曲：伊澤一葉
  - 收錄於《深夜節目》專輯中

### SIDE B
1. Killer Tune（キラーチューン，Killer-tune）
  - 作詞：椎名林檎　作曲：伊澤一葉
  - 收錄於《娛樂》專輯中
2. BB.QUEEN（BB.QUEEN，BB.Queen）
  - 作詞：浮雲　　　作曲：浮雲
  - 收錄於《深夜節目》專輯中
3. 身體（Physical）
  - 作詞：椎名林檎　作曲：浮雲
  - 收錄於《深夜節目》專輯中
4. Put Your Camera Down（Put Your Camera Down，Put Your Camera Down）
  - 特別將閃光少女譯成英文的版本
  - 作詞：椎名林檎　作曲：龜田誠治
  - 無收錄於專輯中

## 銷售排行

### Oricon 銷售榜(日本)
| 發行日期                  | 排行榜     | 最高排名 | 第一週銷售量 | 總銷售量 | 連續上榜次數 |
| ------------------------- | ---------- | -------- | ------------ | -------- | ------------ |
| 2007年11月21日 娛樂增刊號 | 週銷售排行 | #281     | 723          | 723      | 1週          |
| 2007年11月21日 娛樂增刊號 | 年銷售排行 | -        | 723          | 723      | 1週          |

## 發行日期
| 國家 | 發行日期       | 發行形式             | 商品編號   | 定價      |
| ---- | -------------- | -------------------- | ---------- | --------- |
| 日本 | 2007年11月21日 | 黑膠唱片             | TOJT-26351 | 2,800日圓 |
| 台灣 | 2007年11月27日 | 黑膠唱片(進口初回盤) | TOJT-26351 | -         |

## 脚注